# 950 км (зупинний пункт)
950 км — пасажирська зупинна залізнична платформа Лиманської дирекції Донецької залізниці.
Розташована між с. Садове та Вільне Друге, Лозівський район, Харківської області на лінії Слов'янськ — Лозова між станціями Дубове (8 км) та Близнюки (4 км).
Станом на початок 2016 р. через платформу слідують приміські електропоїзди, проте не зупиняються.